# Polyalthia pachyphylla
Polyalthia pachyphylla este o specie de plante din genul Polyalthia, familia Annonaceae, descrisă de George King. Conform Catalogue of Life specia Polyalthia pachyphylla nu are subspecii cunoscute.